# 遠州鉄道浜松南営業所
遠州鉄道浜松南営業所（はままつみなみえいぎょうしょ）は、かつて存在していた遠州鉄道（遠鉄バス）の営業所の一つ。浜松市南区（廃止当時、現在の中央区）に所在しており、浜松市を主に、磐田市の一部を管轄していた。
2009年9月12日から2010年2月28日の間は、窓口が廃止され電話対応のみとなっていたが、2013年6月1日より再び電話対応も含め窓口が完全に廃止された。遠州鉄道の営業所の中で、完全に窓口が廃止されたのは浜松南営業所と浜松東営業所の2箇所である。
2021年4月1日に磐田営業所所轄の浜松南車庫とされ、浜松南営業所は37年の歴史に幕を下ろした。また、浜松南営業所が所轄していた車庫も、磐田営業所の所轄になった。尚、浜松南営業所の廃止により浜松市南区（廃止当時）から遠州鉄道の営業所が姿を消した。

## 沿革
- 1984年（昭和59年）4月1日

営業を開始する。同時に1 遠州浜佐鳴台線、5 江之島線、6 三島松島線等の運行を開始する。
浜松南営業所が営業を開始するまでは、浜松営業所（現在廃止）管轄の遠州浜車庫が下り側の遠州浜東バス停の東側にあった。ちなみにこの時は 7 遠州浜線(芳川、中島経由)、8 遠州浜線(大柳、向宿経由)、9 松島線(松島、芳川、相生経由)が運行されていた。
- 2009年（平成21年）9月12日〜2010年2月28日

窓口が廃止され電話対応のみとなる。
- 2010年（平成22年）3月1日

窓口業務が再開される。
- 2013年（平成25年）6月1日

再び電話対応も含め窓口が完全に廃止される。
- 2021年（令和3年）4月1日

浜松南営業所を廃止し、磐田営業所浜松南車庫となる。それに伴い、併設バス停の名称が南営業所から遠州浜四丁目に変更される。(但し、所在地は上述の通り松島町である。)

## 廃止直前の所管路線
- （ ）付バス停は一部系統の経由・行先を示している。
- 基本系統は太字で表している。
- 2021年4月以降は全路線が磐田営業所に引き継がれている。

### 遠州浜蜆塚線
- ０：浜松駅 - ゆりの木通り - 高町 - 蜆塚一丁目 - 蜆塚遺跡前- 佐鳴台団地
- ０：イオン浜松西店入口→佐鳴台団地→蜆塚遺跡前→蜆塚一丁目→高町→ゆりの木通り→浜松駅（早朝一便のみ）
- １：浜松駅 - 中島 - 芳川 - 下江町( - リズム前) - 遠州浜中 - 南営業所（ - 遠州浜温泉）
  - 遠州浜佐鳴台線として運行開始される前は浜団地線、路線名変更で7 遠州浜線（中島経由）と蜆塚線、路線名変更で1 佐鳴台線という別々の路線であった。浜団地線当時はバス停も浜団地西、浜団地中、浜団地東であった。また、終点は遠州浜車庫のあった遠州浜東であった。
  - 1984年4月1日の浜松南営業所開設時から遠州浜佐鳴台線として運行開始された（系統番号は全線を通して1）。遠州浜佐鳴台線は浜松駅通過系統第1号の路線である。運行開始当時から暫くは南営業所 - 中島 - 浜松駅 - 佐鳴台団地 - 南平 - つるが丘団地 - 山崎、南営業所 - 中島 - 浜松駅 - 佐鳴台団地 - 南平の便が存在し、南営業所 - 中島 - 浜松駅 - 佐鳴台団地までが南平発着と山崎発着とを併せて日中10分間隔、南平までが山崎発着とを併せて20分間隔、山崎発着が1時間に1本であった。山崎発着便以外を浜松南営業所が、山崎発着便のみ雄踏営業所(現：浜松西営業所)がそれぞれ担当していた。また、この頃は一部佐鳴台団地経由柏原西行きが存在した。（遠州浜佐鳴台線になる前の佐鳴台線当時から柏原西行きは存在していた。）
  - 山崎発着が1時間に1本から2時間に1本に減便されてからは、雄踏営業所も南営業所 - 中島 - 浜松駅 - 高町 - 蜆塚坂上 - 佐鳴台団地の便を担当していた。しかし、現在は朝夕を除き浜松駅で分断されたことにより、現在の雄踏営業所の担当は舘山寺営業所(現在廃止)と同じく0の区間のみである。
  - また、一日一本のイオン浜松西店入口発は雄踏営業所篠原車庫の管轄である。
  - 遠州浜佐鳴台線運行開始から遠州浜西、福島西を通らないで遠州浜中から北上し福島まで行くルートに変更されたが、半年後に元の遠州浜西、福島西を通るルートに戻された。また、このルート変更の際遠州浜中 - 福島間に遠州浜北というバス停があったが、ルート変更に伴い廃止された。
  - 蜆塚線当時から蜆塚方面はかじ町（旧松菱前）、伝馬町経由であったが、1990年代に現在のルートに変更された。
  - 1986年4月1日に掛塚さなる台線が新設された時、遠州浜蜆塚線に路線名が変更された。また、この頃から系統番号が現在の0（佐鳴台団地方面）、1（南営業所方面）になった。
  - 現在は朝と夜の数本が浜松駅通過系統であるのみで、後は南営業所発も佐鳴台団地発も全て浜松駅止まりである。またどちらの方面行きも浜松駅始発である。（特に土日祝日の佐鳴台団地発は、全て浜松駅止まりである。）
  - 0 浜松駅 - 佐鳴台団地の区間は浜松南営業所の他、雄踏営業所や舘山寺営業所も担当している。1 浜松駅 - 南営業所（遠州浜温泉）の区間は浜松南営業所のみの担当であったが、2015年10月1日のダイヤ改正から、平日のみ磐田営業所担当便が誕生した。
  - 朝夕を除き浜松駅で分断されてからは、遠州浜行きが12〜15分間隔であったのに対し、佐鳴台団地行きは日中15分間隔に減便された。その後遠州浜行きの方が日中15〜20分間隔となり、現在も日中15分間隔の佐鳴台団地行きよりも減便されていたが、2012年3月17日のダイヤ改正で遠州浜行きが再び日中15分間隔となった為、日中はほとんど差異が無くなった。浜松南営業所廃止時の2021年4月1日現在では遠州浜行きが日中20分間隔、佐鳴台団地行きが日中30分間隔で、共に減便された。なお、最終バスは佐鳴台団地行きが22時00分であるのに対し、遠州浜行きは22時40分で、他の主要路線と最終バスの発車時刻が同じである。
  - 遠州浜温泉行きのバスの方向幕は、LED幕車でも「1 遠州浜♨」と温泉マークで表示される。(但し、LED幕車はオレンジ一色である。)
  - 佐鳴台団地の反転地が手狭なため他営業所運行分も含めて0には原則としてワンステップバスは入線せず、超低床オムニバス（かつてはツーステップバスも）で運行される[1]。
  - 「坂下西」が「眼鏡市場浜松蜆塚店前」に、名称変更されている。
  - 「JA蜆塚支店」が「蜆塚一丁目」に名称変更されている。
  - 「遠州浜小学校」が「遠州浜二丁目」に名称変更されている。
  - 「南営業所」が「遠州浜四丁目」に名称変更されている。

### 中田島線
- ４：浜松駅 - 浜松南病院 - 中田島砂丘 - 中田島車庫
- ４：浜松駅 - 浜松南病院 - 中田島砂丘 - 中田島車庫 - 米津神社 - 恵学園（平日1往復のみ）
  - 1984年9月1日：市営バス中田島線を引き継いだ形で 4 中田島線として運行開始。
  - 1986年12月1日：市営バス住吉線、車庫線を統合した形の路線との浜松駅通過系統となり、4 7 中田島住吉じゅんかんとして運行開始。その後、文丘方面の減便により 4 51中田島泉高丘線の運行開始となるが、その後4 8-22 中田島佐鳴湖線となる。7 は文丘線となる。
  - 2002年10月1日：中田島佐鳴湖線を再び中田島泉高丘線に変更、8-22との直通解消（朝の一本除く）、51と直通開始。
  - 2004年3月31日：旧道（砂山町・寺島町）経由を廃止。
  - 2008年3月15日：上りの朝2本を除き51との直通終了
  - 2010年4月1日：恵学園発着を浅田米津線から転換。
  - 2008年3月14日までも泉高丘方面との直通は（2002年からの第二期は）4→51のみで、51→4方向の直通は中田島泉高丘線第一期時しか存在しなかった。
  - 2008年3月15日 - 2010年3月31日の期間は下りが全て基本系統のみ（上りも朝の2本の51直通、同じく1本の8-22直通があった以外は基本系統のみ）であったが、2010年4月1日に恵学園発着が誕生し、久々に下りの派生系統が誕生した。また、これは6年ぶりの中田島地区派生系統でもある。
  - 「大畑北」が「浜松南病院」に名称変更されている。
  - 小沢渡線の系統番号は16-4であるが、これは14 15 浅田米津線の14の下一桁を表しているため小沢渡線のバスが中田島線に乗り入れてくる事は一切無い。

### 泉高丘線
- 51：浜松駅 - 伝馬町 - 市役所前 - せいれい病院 - 和合町 - 泉四丁目 - 本田技研 - イオンタウン浜松葵 - 姫街道車庫

### 三島江之島線
- ５：浜松駅 - 三島町 - 寺脇橋 - 南区役所
- ５：浜松駅 - 三島町 - 寺脇橋　（- 南区役所） - 江之島アーチェリー場 - 遠州浜中 - 南営業所（朝晩数本のみ）
- ３：浜松駅 - 向宿町 - 南区役所 - 江之島アーチェリー場 - 遠州浜中 - 南営業所（平日朝晩のみ）

- 他営業所の関与しない当営業所単独運行のため、全便が超低床オムニバスにて運行される。

三島系統（現在の番号は5）
- 現在の 3・5 三島江之島線とは直接関係は無いが、浜松南営業所開設前は、9 松島線（浜松駅 - 相生 - 芳川 - 東町 - 松島 - 遠州浜東[当時浜松営業所管轄の遠州浜車庫が立地]、その後浜松駅 - 相生 - 芳川 - 南陽公民館 - 松島 - 遠州浜東に経路変更）が運行されていた。
- 1984年4月1日の浜松南営業所開設時に、6 三島松島線（浜松駅 - 三島町 - 鉄工団地南 - 大柳 - 松島 - 南営業所）を運行開始（5 江之島線と同時）。
- 三島地区は当初、浜松神社西を経由し、楊子町は経由していなかった。
- その後、3 三島浅田中田島線となる（南営業所 - 松島 - 大柳 - 鉄工団地南 - 三島町 - 浜松駅 - 浅田 - 法枝住宅 - 田尻橋 - 中田島車庫の全線を通して3で運行）が、1995年に三島方面は3 18 三島米津線（南営業所 - 松島 - 大柳 - 鉄工団地南 - 三島町 - 浜松駅 - 浅田 - 春日町 - 田尻橋 - 米津神社 - 米津浜）となる。なお浅田方面は5 53江之島萩丘線と統合され5 19江之島浅田中田島線となった。
- 1996年に鉄工団地南を境に路線が入れ替わり、浜松駅より先の系統を7 文丘線に変更し5 三島江之島線（浜松駅 - 三島町 - 鉄工団地南 - 江之島町 - 遠州浜中 - 南営業所）となる。なお、5 三島江之島線と7 文丘線とのスルー運転は例外的に路線名はそれぞれ別々のままで行われた他、18 米津線は浜松駅発着となった。
- 2004年4月1日： 浜松駅 - 向宿町 - 鉄工団地南間を通勤輸送化。3 向宿松島線を統合。また、同日 7 文丘線も廃止となった為、全便が浜松駅発着となる。
- 2007年4月1日： 南区役所経由を新設。大柳行きを南区役所行きに変更。
- 2009年3月14日： 土・日・祝の日中の南営業所発着の半分を南区役所発着に短縮。
- 2010年4月1日： 南区役所 - 南営業所を通勤輸送化。大半の便が南区役所発着となる。
- 三島系統は、浜松南営業所以外のバスが乗り入れた事が無い。
- 3 三島浅田中田島線であった1990年前後は、中型ツーステップ車のみで運用されていた。
- 「温水プール」が「南部清掃工場」を経て「江之島アーチェリー場」に名称変更されている。
- 「江之島荘」が「江之島高校入口」に名称変更されている。
- 「浜松養護学校」が「浜松特別支援学校」に名称変更されている。

向宿系統（現在の番号は3）
- 浜松南営業所開設前は、8 遠州浜線（浜松駅 - 向宿 - 大柳 - 遠州浜東[当時浜松営業所管轄の遠州浜車庫が立地]）が運行されていた。
- 1984年4月1日の浜松南営業所開設時に、市営バスから引き継いだ福塚線を分割、温水プール - 南営業所間を延長した形で5 江之島線として運行開始され、現在の3のルート（浜松駅 - 向宿町 - 鉄工団地南 - 江之島町 - 遠州浜中 - 南営業所）で運行されていた（6三島松島線と同時）。 同時に8 遠州浜線（浜松駅 - 向宿 - 大柳 - 遠州浜東)は廃止された。
- その後江之島線は 5 36 江之島ひとみヶ丘線（雄踏営業所と共同運行）、5 53 江之島萩丘線（三方原営業所と共同運行）と、浜松駅より先の系統が何度か変更され、1995年より5 19 江之島浅田中田島線となった。これにより、浜松南営業所以外のバスの乗り入れが無くなった。
- 1990年前後に江之島町にあった温水プール利用者の為、日中浜松駅 - 江之島町 - 南営業所間が15分間隔で運行された事があった。
- 1996年に鉄工団地南を境に路線が入れ替わり、その上で浜松駅で路線が分割され3 向宿松島線（浜松駅 - 向宿町 - 鉄工団地南 - 大柳 - 松島 - 南営業所）となる。なお、19 浅田中田島線は浜松駅発着となる。
- 2002年4月1日には3 向宿松島線の大柳 - 松島 - 南営業所間を通勤輸送化し、1日2往復の運行のみとなった。
- 2004年4月1日には3 向宿松島線が廃止となる。ラッシュ時のみの運行として浜松駅 - 向宿町 - 鉄工団地南が三島江之島線に統合され、番号も5（浜松駅 - 向宿町 - 鉄工団地南 - 江之島町 - 遠州浜中 - 南営業所）となる。これは5 江之島線としての運行開始時と経路・番号ともにまったく同じである。これにより大柳 - 松島 - 南営業所は廃止。
- 2007年4月1日には三島江之島線の南区役所経由新設に伴い、バイパス経由を除き番号を3に変更した（経路変更なし）他、一部を南区役所経由に変更した。
- 2010年4月1日に南区役所 - 南営業所を通勤輸送化したが、ラッシュ時のみの運行である3は影響を受けていない。

### 大塚ひとみヶ丘線
- 6:浜松駅 - 北寺島 - 西伝寺 - 安松南 - 大塚南 - 新貝住宅
- 36：浜松駅 - 尾張町 - 市役所南 - 富塚 - 神田原 - 湖東高校 - ひとみヶ丘中 - 湖人見団地（ - 山崎）
- 36：浜松駅 - 尾張町 - 市役所南 - 富塚 - 神田原 - ゆう・おおひとみ - ひとみヶ丘中 - 湖人見団地（ - 山崎）
  - 大塚方面は1984年9月1日より市営バス芳川線を引き継いだ形で 95 大塚線として運行開始される。（掛塚さなる台線の系統番号で95が無いのはこの為）
  - 1986年4月1日に市営バス萩丘線を引き継いだ路線との浜松駅スルー系統となったが、同時に番号が6に変更され、6 53大塚萩丘線となる。その数年後に5江之島線と浜松駅より先の系統が入れ替わり 6 36 大塚ひとみヶ丘線となり現在に至る。
  - ひとみヶ丘方面は 36 大人見線として運行されていたが、江之島線との浜松駅通過系統となった時に5 36 江之島ひとみヶ丘線となり、上述の通りで現在に至る。
  - 湖人見団地行きの方向幕は「36市役所 神田原 ひとみヶ丘」である。「36ひとみヶ丘」という幕も存在するが、これは江之島ひとみヶ丘線の頃に使用されていたもので、現在は使用されていない。また、大塚ひとみヶ丘線になって間もない頃までは日中は日本中央自動車学校（現在の静岡県セイブ自動車学校）行きであった為、方向幕は「36ひとみヶ丘 日本中央」であった。
  - ゆう・おおひとみを経由しない山崎行きのみ方向幕に「市役所 神田原」が入っていない。
  - 2017年11月1日に「安松北」バス停廃止。
  - 「社会保険病院」が「永代橋」に名称変更されている。
  - 「西伝寺東」が「遠鉄ストア西伝寺店西」に名称変更されている。

### 鶴見富塚じゅんかん
- ８・８：浜松駅 - 市役所前 - 常楽寺 - 学芸高校前 - せいれい病院 - 長坂橋 - 富塚 - パークタウン - 富塚車庫 - 医療センター - 広沢小学校 - 市役所南 - 尾張町 - 浜松駅
- 91：浜松駅 - 浜松修学舎 - 飯田（- いきいきプラザ天竜川 ）- 鶴見 - 新貝住宅

### 大平台線
- ８-22：浜松駅→尾張町→市役所南→医療センター→入野→大平台高校→大平台1丁目
- ８：大平台1丁目→入野→医療センター→広沢小学校→市役所南→尾張町→浜松駅
- ９-22：浜松駅→鴨江観音→根上り松→佐鳴台小学校→入野→大平台1丁目
- ９：大平台1丁目入野→佐鳴台小学校→根上り松→鴨江観音→浜松駅

### 中ノ町磐田線
- 80：浜松駅 - 子安 - 浜松アリーナ - 橋羽 - 中ノ町
- 80：浜松駅 - 子安 - 浜松アリーナ - 橋羽 - 中ノ町 - 下万能 - 磐田駅 - 加茂川 - 見付 - 磐田営業所

### 掛塚さなる台線
- ９：浜松駅 - 鴨江観音 - 根上り松 - 佐鳴台小学校 - 佐鳴台団地 - 医療センター
- 90：浜松駅 - 芳川 - 掛塚
- 92：浜松駅 - 芳川 - 掛塚 - とつか - 豊田町駅（ - 磐田駅）
- 93：浜松駅 - 芳川 - 掛塚 - 駒場 - 千手堂 - 磐田駅
- 96：浜松駅 - 芳川 - 掛塚 - 駒場 - 福田車庫 - 豊浜郵便局
- 97：浜松駅 - 芳川 - 掛塚 - 駒場 - 福田車庫 - 横須賀
  - 96豊浜系統と97横須賀系統を2015年10月1日のダイヤ改正で担当するようになった。また、掛塚発着便は当営業所と磐田営業所が担当。

### 浅田米津線
- 15：浜松駅 - 浅田宮前 - 法枝住宅 - 田尻橋 - 卸本町（- アルラ前） - 米津神社（平日数便のみ）
  - 以前は 3 浅田じゅんかんが運行されていた。
  - 1983年4月1日に市営バス浅田中田島線・市営バス米津線を引き継ぎ3 浅田中田島線（浜松駅 - 浅田 - 法枝住宅 - 中田島車庫）・2 米津線（浜松駅 - 浅田 - 春日町 - 田尻橋 - 米津浜）として運行。
  - その後、6 三島松島線と統合され番号が全線を通して3となり、3 三島浅田中田島線（南営業所 - 松島 - 大柳 - 鉄工団地南 - 三島町 - 浜松駅 - 浅田 - 法枝住宅 - 田尻橋 - 中田島車庫）となる。
  - 1995年には3 三島浅田中田島線（浅田方面）が5・53江之島萩丘線（5江之島方面）と統合され5・19江之島浅田中田島線（南営業所 - 遠州浜中 - 江之島町 - 鉄工団地南 - 向宿町 - 浜松駅 - 浅田 - 法枝住宅 - 田尻橋 - 中田島車庫）となり、2 米津線も3 三島浅田中田島線（三島方面）と統合され3・18 三島米津線（南営業所 - 松島 - 大柳 - 鉄工団地南 - 三島町 - 浜松駅 - 浅田 - 春日町 - 田尻橋 - 米津神社 - 米津浜）となる。
  - 1996年には両路線とも再び分割され18 米津線と19浅田中田島線、3向宿松島線と5三島江之島線となる。
  - その後18 米津線は（当時番号なし）早出線と統合され2・18早出米津線となったが、更にその後に再び分割され18 米津線となる。
  - 2006年4月1日には18米津線（浜松駅 - 浅田 - 春日町 - 田尻橋 - 米津神社）と19浅田中田島線（浜松駅 - 浅田 - 法枝住宅 - 田尻橋 - 中田島車庫）を統合し14 15 浅田米津線となる。同時に15浜松駅 - 浅田 - 法枝住宅 - 田尻橋 - 米津神社と14浜松駅 - 浅田 - 春日町 - 田尻橋 - 中田島車庫（朝晩）が基本系統となる。
    - 14 15 浅田米津線となってから、浜松駅 - 浅田 - 法枝住宅 - 田尻橋 - 中田島車庫や浜松駅 - 浅田 - 法枝住宅 - 田尻橋 - 米津神社 - 中田島車庫（15）、浜松駅 - 浅田 - 春日町 - 田尻橋 - 米津神社（14）、浜松駅 - 浅田 - 春日町 - 田尻橋 - 米津神社 - 中田島車庫（14）など、様々な系統があったが、番号は発着地点に関わらず春日町経由が14、法枝住宅経由が15となっていた。

  - 2009年3月14日からは小沢渡線の16-4を朝晩にも運行し、14を大幅減便。
  - 2009年9月19日より15の日中の半分は浜松駅 - 浅田 - 法枝住宅 - 田尻橋 - 中田島車庫となったが、これはかつての19と同じ経路だった。
  - 2010年4月1日 路線自体を通勤輸送化。平日数便のみの運行となり、系統も上記2系統のみとなる。また、恵学園経由が4中田島線に変更。（2017年4月1日：中田島車庫発の便についても米津神社発となり、米津神社発着に統一された。）
    - 浜松駅 - 浅田 - 春日町 - 田尻橋 - 恵学園の通学輸送は路線統合の際には番号が18から14に変わっただけで、2010年3月31日まで経路変更はなされなかった。

  - アルラ前（旧卸本町会館）乗り入れ便と非乗り入れ便がある。
  - 全便が超低床バスにて運行される[3]。

### 小沢渡線
- 16-4：浜松駅 - 浅田 - 春日町（- すずかけセントラル病院） - 法枝町 - 小沢渡 - 柏原西
- 16-4：浜松駅 - 浅田 - 春日町（- すずかけセントラル病院） - 法枝町 - 小沢渡 - 浜松市総合水泳場

## 車両
- 浜松南営業所開設時には日野車といすゞ車が在籍していたが、その後日野車だけとなり、1991年頃より三菱ふそう車も導入される様になった。現在は三菱ふそう車と日野車の割合が半々であるが、2017年8月現在、いすゞ車が3台在籍している。（うち1台は三方原営業所からの転入車562号車・残り2台は2015年導入の新車883・884・924号車である）尚、現在廃止されている富塚営業所も開設当時は日野車といすゞ車が在籍していたが、こちらはいすゞ車のみとなった。
- まだ浜松南営業所に三菱ふそう車が所属していなかった頃に、当時雄踏営業所に所属していた乗貸兼用車であった三菱ふそう車の965号車が、現在の浜松特別支援学校のスクールバスとして改造され転属し、浜松南営業所の所属となっていた時期があった。現在この車両は廃車されている。
- 当営業所には長尺ワンステップバスは在籍しておらず、全車両が超低床バスである。